# Ernst Paulus (Architekt)
Ernst Paulus (* 29. August 1868 in Kleve; † 25. Juli 1936 in Berlin) war ein deutscher Architekt.

## Leben und Werk

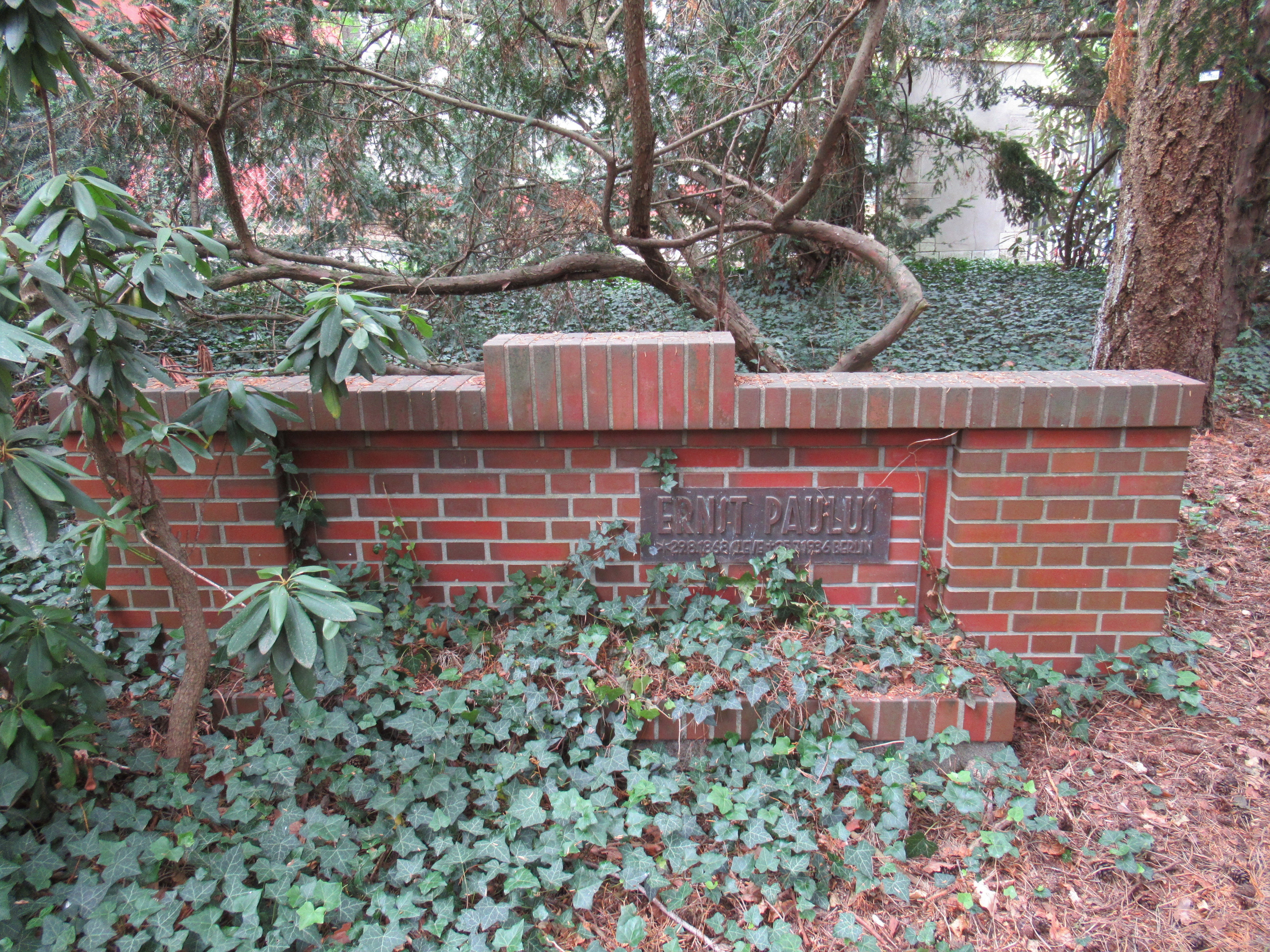
Ernst Paulus Grab auf dem Waldfriedhof Dahlem

Paulus war Mitarbeiter im Architekturbüro „Grisebach und Dinklage“ (Hans Grisebach und Georg Dinklage) in Berlin. Beim Ausscheiden von Grisebach 1901 machte Dinklage Paulus zu seinem neuen Teilhaber, das Büro firmierte nun unter „Dinklage und Paulus“. 1910 verließ Dinklage seinerseits dieses Büro, Paulus führte es mit Olaf Lilloe als neuem Partner weiter. 1925 beendete er die Zusammenarbeit mit Lilloe und tat sich mit seinem Sohn Günther Paulus zusammen. Diese Partnerschaft bestand bis zu Ernst Paulus’ Tod 1936. Paulus war seit 1896 Mitglied der Berliner Freimaurerloge Friedrich Wilhelm zur Morgenröthe
Neben zahlreichen Wohnbauten sind vor allem seine Kirchenbauten bekannt.
Ernst Paulus starb 1936 im Alter von 67 Jahren in Berlin. Sein Grab befindet sich auf dem Waldfriedhof Dahlem.

## Bauten
- 1904: Marthakirche in Berlin-Kreuzberg (mit Georg Dinklage)
- 1905–1906: Heilige-Geist-Kirche in Berlin-Moabit (mit Georg Dinklage)
- 1905–1906: Haus Bochumer Straße 9 in Berlin-Moabit
- 1906: Landratsamt Anklam, Demminer Straße 71–74 (mit Georg Dinklage)
- 1905–1907: Reformationskirche in Berlin-Moabit (mit Georg Dinklage, basierend auf Entwürfen von Ernst Schwartzkopff)
- 1908: Segenskirche in Berlin-Prenzlauer Berg (mit Georg Dinklage und Olaf Lilloe)
- 1909–1910: Neues Schloss in Königswalde, heute Lubniewice, Polen (mit Olaf Lilloe)
- 1909–1910: Galiläakirche in Berlin-Friedrichshain (mit Georg Dinklage)
- 1909–1912: Erlöserkirche in Berlin-Moabit (mit Georg Dinklage und Olaf Lilloe)
- 1910: Adventkirche in Berlin-Prenzlauer Berg, Danziger Straße (mit Georg Dinklage)
- 1910: eigenes Wohnhaus in Berlin-Schmargendorf, Rheinbabenallee 32
- 1910–1913: Schloss Sophienwalde, heute Rogi, Polen (mit Olaf Lilloe)
- 1911: Osterkirche in Berlin-Wedding (mit Georg Dinklage und Olaf Lilloe)
- 1913–1914: Kreissparkasse in Jüterbog, Markt 15/16 (mit Olaf Lilloe)
- 1914–1916: Wohnhaus für Adolf Heydenreich in Berlin-Dahlem, Peter-Lenné-Straße 1 (mit Olaf Lilloe)
- 1915: Wohnhaus für Heinrich Prieger in Berlin-Dahlem, Im Schwarzen Grund 16 (mit Olaf Lilloe)
- 1923: Wiederaufbau von Schloss Rauschendorf bei Gransee für Ernst von Beyme
- 1925–1926: Verwaltungsgebäude der Großhandels- und Lagerei-Berufsgenossenschaft in Berlin-Wilmersdorf, Bundesallee 57/58 (mit Günther Paulus, in Überarbeitung eines älteren Entwurfs des Architekten Otto Walther)
- 1927–1928: Katasteramt in Teltow, später als „Stadthaus“ Sitz des Bürgermeisters (mit Günther Paulus)
- 1927–1931: Künstlerkolonie Berlin in Berlin-Wilmersdorf (mit Günther Paulus)
- 1928–1929: Kreuzkirche in Berlin-Schmargendorf (mit Günther Paulus)
- 1934: Gymnastikschule und Wohnhaus für Elfriede Delitzsch in Berlin-Grunewald (mit Günther Paulus)

## Bilder

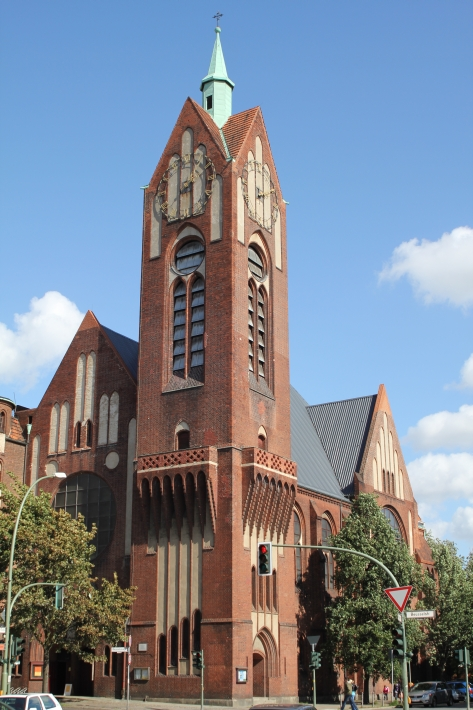
Reformationskirche in Berlin-Moabit
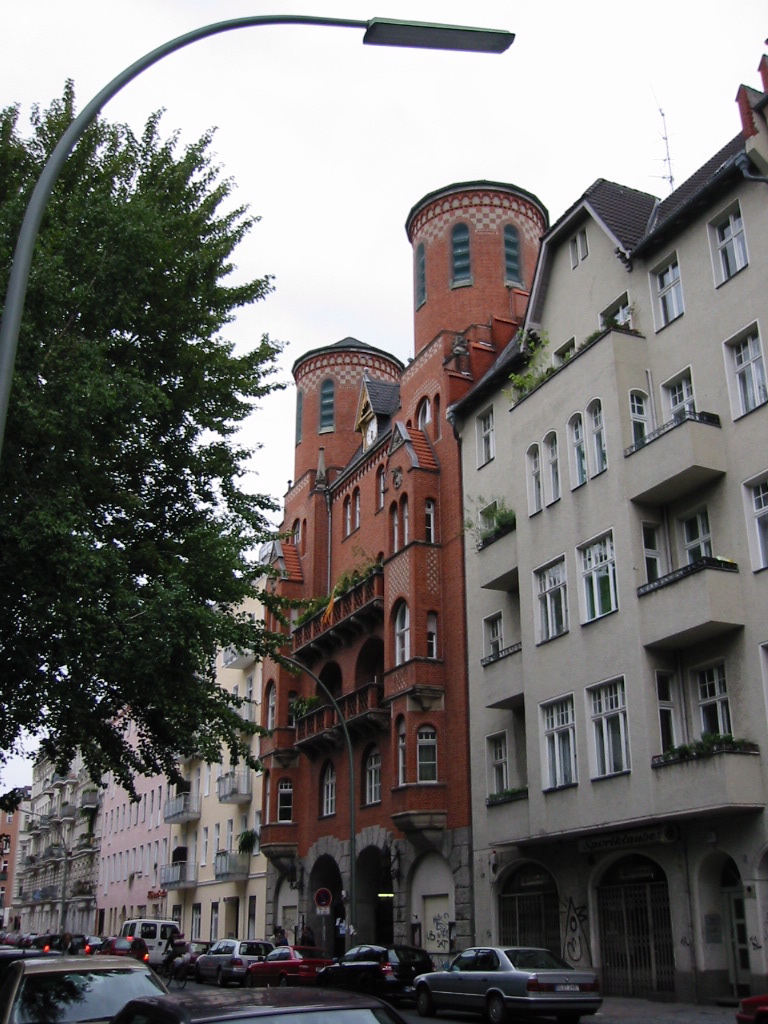
Vorderhaus der Marthakirche in Berlin-Kreuzberg
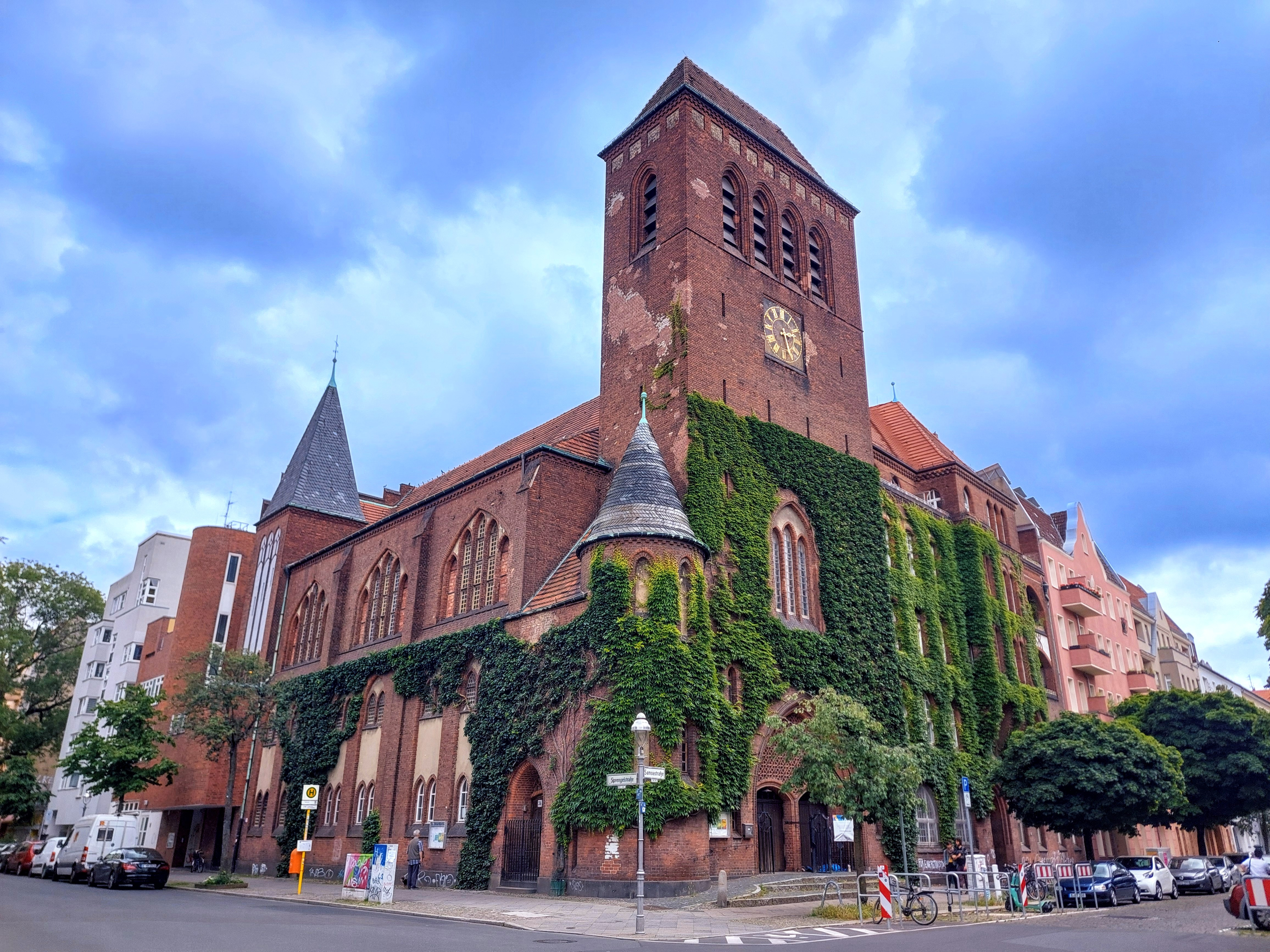
Osterkirche in Berlin-Wedding
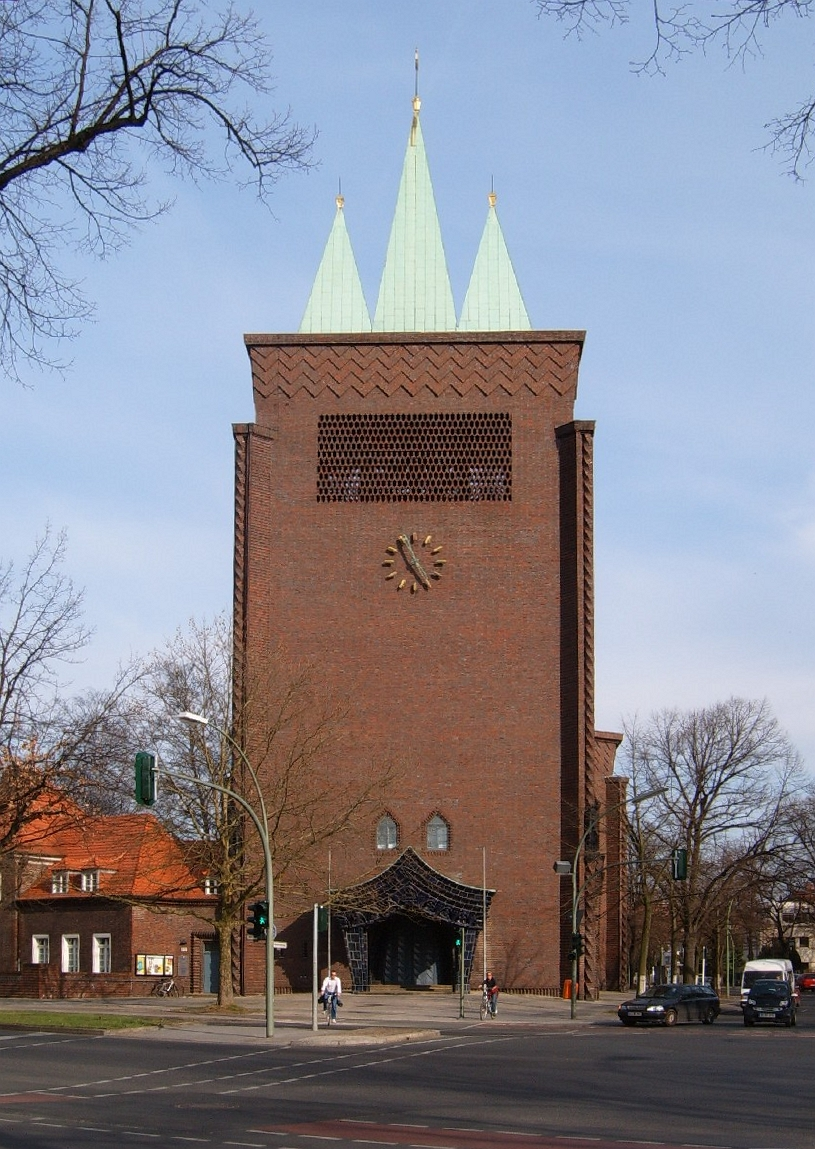
Kreuzkirche in Berlin-Schmargendorf
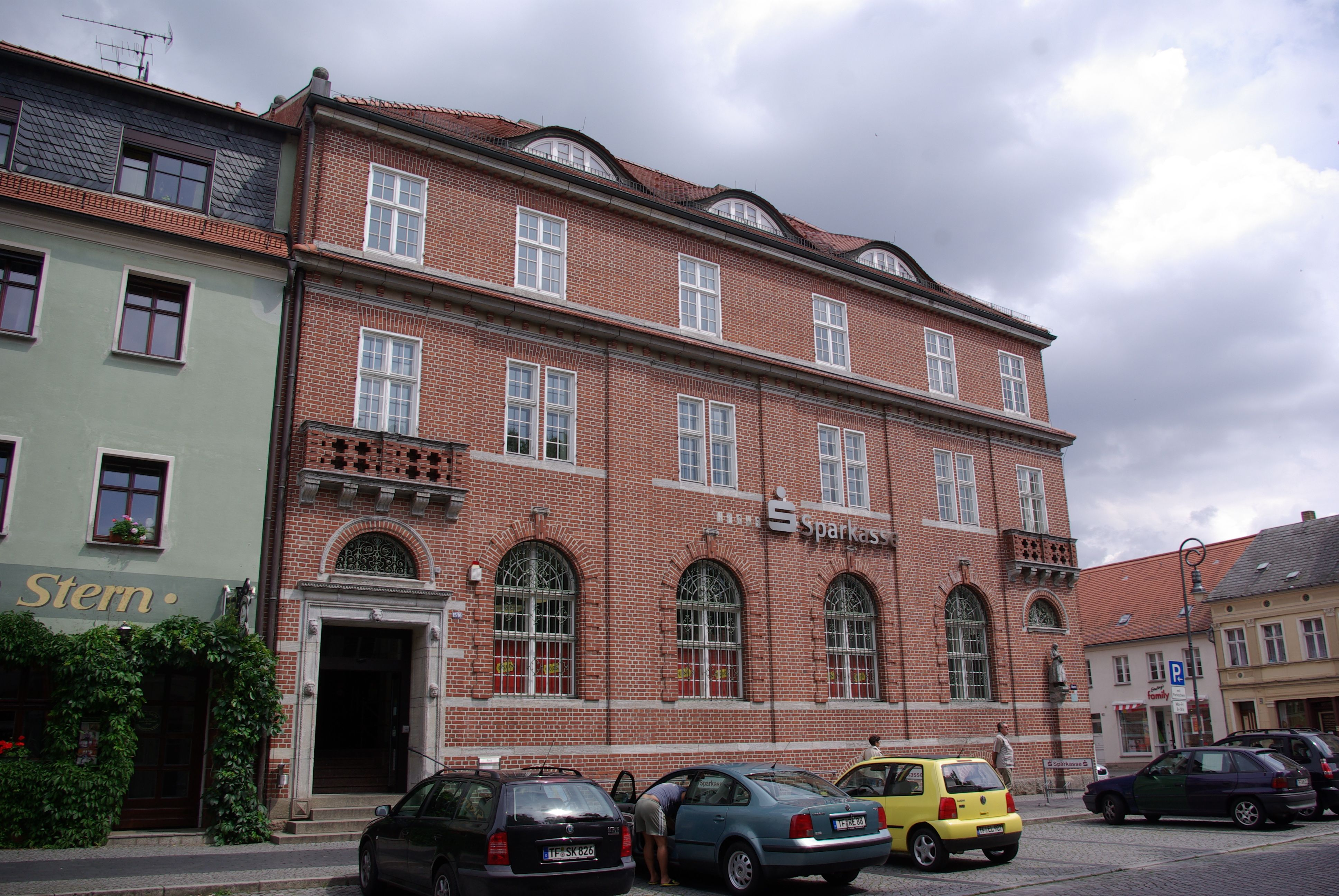
Kreissparkasse in Jüterbog, Markt 15/16
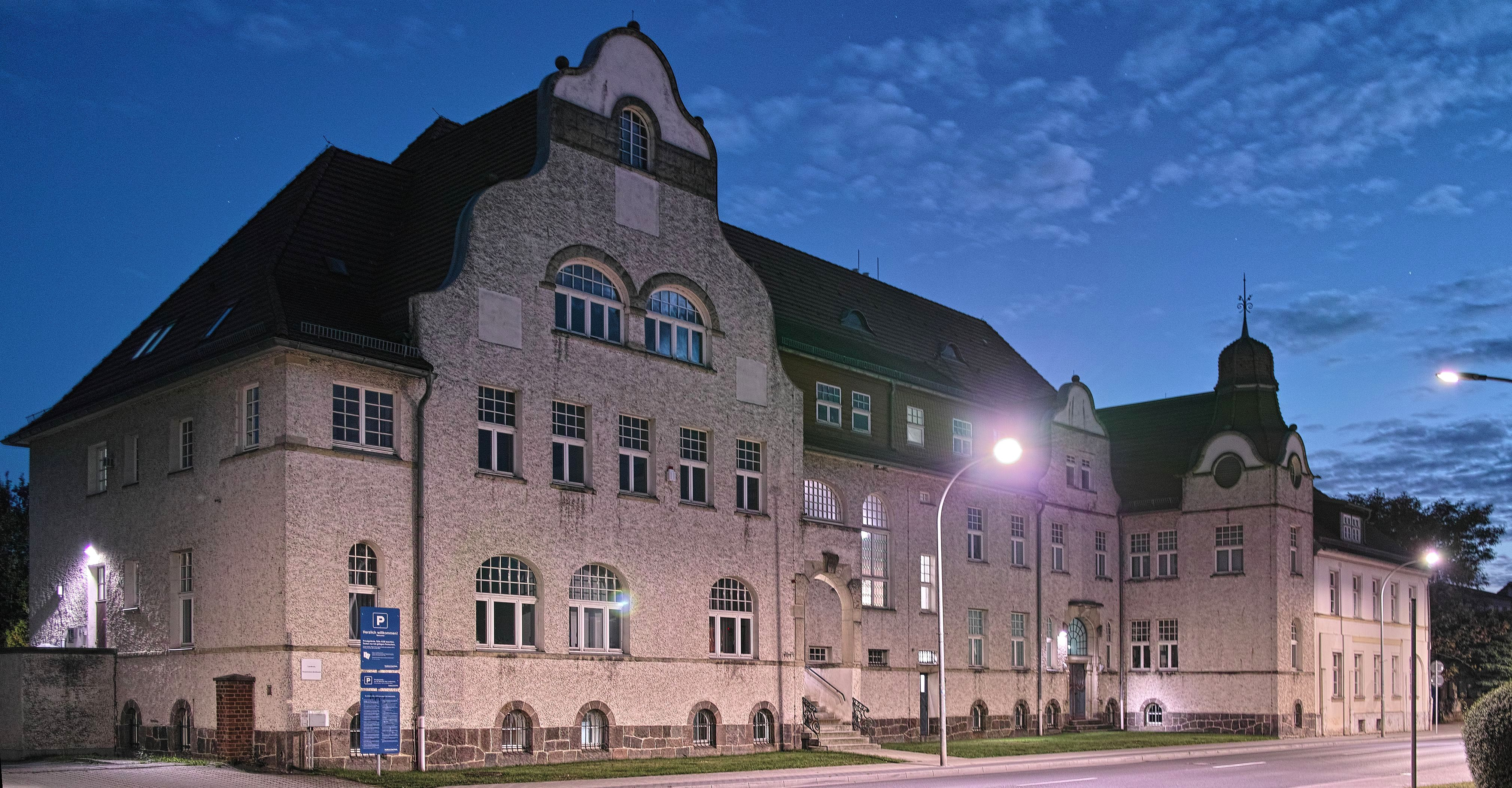
Landratsamt Anklam Demminer Str.71-74